# SC Leipzig-Gohlis
SC Leipzig-Gohlis – niemiecki klub szachowy z siedzibą w Lipsku.

## Historia
Klub powstał po upadku Muru Berlińskiego poprzez wydzielenie sekcji szachowej z BSG Motor Gohlis-Nord. W sezonie 1994/1995 zespół zainaugurował rozgrywki w Bundeslidze kobiet, zajmując wówczas piąte miejsce. W sezonie 1997/1998 kobieca drużyna zajęła trzecie miejsce w mistrzostwach kraju. W 1999 roku SC Leipzig-Gohlis zadebiutował w Pucharze Europy kobiet. Klub wygrał wówczas mecz z ŠK Belišće, zremisował spotkania z Partizanem Belgrad, Alisą Kazań, Club Carinthia oraz przegrał z AEM Luxten Timișoara, Širvintą Wyłkowyszki i BAS Belgrad, zajmując w końcowej klasyfikacji dziewiąte miejsce. W sezonie 2000 zespół zajął ostatnie, dziesiąte miejsce w klasyfikacji, remisując jedno spotkanie (z Širvintą Wyłkowyszki) i przegrywając pozostałe sześć. W 2001 roku klub spadł z Bundesligi kobiecej, w późniejszych latach na pierwszym poziomie zespół grał jeszcze w sezonach 2002/2003, 2004/2005 oraz w latach 2006–2011. Ponadto w 2005 roku zespół awansował do Bundesligi męskiej, jednak sezon 2005/2006 zakończył na przedostatnim, piętnastym miejscu w Bundeslidze, oznaczającym spadek. W kwietniu 2011 roku klub połączył się z SV Lok-Leipzig-Mitte, tworząc SG Leipzig.
Zawodnikami klubu byli m.in. Martina Beltz, Jacek Dubiel, Judith Fuchs, Melanie Ohme, Dana Reizniece i Lothar Vogt.